# 大塚敏之
大塚 敏之（おおつか としゆき、1967年9月 - ） は、日本の工学者。京都大学大学院情報学研究科システム科学専攻人間機械共生系講座教授。

## 人物・経歴
東京都生まれ。1990年東京都立科学技術大学（現東京都立大学）工学部航空宇宙システム工学科卒業 。1992年東京都立科学技術大学大学院工学研究科力学系システム工学専攻修士課程修了、修士（工学）。1995年東京都立科学技術大学大学院工学研究科工学システム専攻博士課程修、博士（工学）。
1995年筑波大学構造工学系講師。1996年カリフォルニア工科大学制御・力学系学科客員研究員。1999年大阪大学大学院工学研究科電子制御機械工学専攻講師。
2003年大阪大学大学院工学研究科電子制御機械工学専攻助教授。2007年大阪大学大学院基礎工学研究科システム創成専攻システム科学領域教授。2009年計測自動制御学会理事。2010年システム制御情報学会常任理事。2013年京都大学大学院情報学研究科システム科学専攻教授。2021年京都大学大学院情報学研究科システム科学専攻専攻長。

## 著書
- 『非線形最適制御入門』コロナ社 2011年

### 編著
- 『実時間最適化による制御の実応用』コロナ社 2015年

## 受賞
- 1996年 日本航空宇宙学会奨励賞[5]
- 2002年 アメリカ自動制御協会最優秀セッション論文賞[5]
- 2004年 計測自動制御学会論文賞[5]
- 2005年 日本機械学会教育賞[5]
- 2006年 計測自動制御学会制御部門パイオニア賞[5]
- 2009年 計測自動制御学会制御部門大会賞[5]
- 2012年 計測自動制御学会著述賞[5]
- 2013年 大阪大学総長表彰[5]
- 2013年 システム制御情報学会論文賞[5]
- 2014年 計測自動制御学会制御部門研究賞（木村賞）[5]